# Christian Just Wiedeburg
Christian Just Wiedeburg auch: Christian Justus Wideburg (* 21. Februar 1727 in Jena; † 7. Juli 1804 in Weimar) war ein deutscher Jurist und Regierungsbeamter von Sachsen-Weimar-Eisenach. 

## Leben
Christian Just war ein Sohn des Jenaer Professors Johann Bernhard Wiedeburg. 1741 begann er ein Studium an der Universität Jena, wo er sich den Rechtswissenschaften widmete. Nach abgeschlossenem Studium wurde er 1749 Advokat und Gerichtshalter in Jena und wurde dort 1752 ordentliches Mitglied der Teutschen Gesellschaft.  Nachdem er 1757 zum Doktor der Rechte promoviert worden war, wurde er Landsyndikus der Landstände in Jena und schrieb Rezensionen juristischer Bücher für die alte Jenaische gelehrte Zeitung. 1777 übernahm er die Aufgabe eines Amtmann in Allstedt und wurde 1785 Hof- und Regierungsrat von Sachsen-Weimar-Eisenach in Weimar.

## Werke (Auswahl)
- Diss. de orgine juris praelaturae, academiis germanicis competentis. Jena 1750 (Online)
- Juristische Abhandlung von der Guaranda, oder Angelobung der Gewähr der Klage. Jena 1755
- Cogitatione quendam de Thiuphadis. In: Schriften der Teutschen Gesellschaft aus den höheren Wissenschaften.
- Dissertatio Inauguralis Juridica de juramento minorationis seu minutionis, Minderungs- oder Verminderungs-Eyd. Jena 1757 (Präs. Johann Wilhelm Ditmar, Online)
- Abhandlung von Bestätigung der willkührlichen Handlungen bey den Kriegsgerichten. Jena 1760
- Commentatio de Recusatione muneris nuncii judicialis feudi privationis causa. Jena 1761 (Online)
- Abhandlungen von der Gerichtsbarkeit über die Verbrechen der Landmiliz. Jena 1766 (Online)
- Abhandlung von den Thiuphaden einer gewissen Art Wisigotischer Befehlshaber. In: Schriften der teutschen Gesellschaft zu Jena. 1753 (Online)